# 5. etape af Post Danmark Rundt 2011
Femte etape af Post Danmark Rundt 2011 var en 13,2 km lang enkeltstart. Den blev kørt den 6. august omkring Helsingør. Etapen var én ud af 2 på samme dag, da 4. etape blev kørt tidligere på dagen. Ruten fulgte Øresund mod nord, med vendepunkt efter 6,3 km i Ålsgårde. Målstregen var på Havnegade i Helsingør udfor Kronborg.
- Etape: 5. etape
- Dato: 6. august
- Længde: 13,2 km
- Rute: Helsingør – Hellebæk – Ålsgårde – Hellebæk – Helsingør.
- Gennemsnitshastighed: 52,3 km/t

## Resultatliste
|    | Navn             | Land           | Hold                                 | Tid    |
| -- | ---------------- | -------------- | ------------------------------------ | ------ |
| 1  | Richie Porte     | Australien     | Saxo Bank-SunGard                    | 15.09  |
| 2  | Gustav Larsson   | Sverige        | Saxo Bank-SunGard                    | + 0.10 |
| 3  | Alex Dowsett     | Storbritannien | Team Sky                             | + 0.17 |
| 4  | Rasmus Quaade    | Danmark        | Team Concordia Forsikring-Himmerland | + 0.24 |
| 5  | Simon Gerrans    | Australien     | Team Sky                             | + 0.29 |
| 6  | Jack Bobridge    | Australien     | Garmin-Cervélo                       | + 0.30 |
| 7  | Daniele Bennati  | Italien        | Team Leopard-Trek                    | + 0.31 |
| 8  | Jakob Fuglsang   | Danmark        | Team Leopard-Trek                    | + 0.35 |
| 9  | Grischa Niermann | Tyskland       | Rabobank                             | + 0.37 |
| 10 | Damien Gaudin    | Frankrig       | Europcar                             | + 0.41 |
| 11 | Laszlo Bodrogi   | Frankrig       | Team Type 1-Sanofi Aventis           | + 0.43 |
| 12 | Michael Mørkøv   | Danmark        | Saxo Bank-SunGard                    | + 0.46 |
| 13 | Troels Vinther   | Danmark        | Glud & Marstrand-LRØ Rådgivning      | + 0.47 |
| 14 | Cameron Meyer    | Australien     | Garmin-Cervélo                       | + 0.48 |
| 15 | Dario Cioni      | Italien        | Team Sky                             | + 0.48 |

|    | Navn              | Land           | Hold                         | Tid      |
| -- | ----------------- | -------------- | ---------------------------- | -------- |
| 1  | Simon Gerrans     | Australien     | Team Sky                     | 15:44.13 |
| 2  | Daniele Bennati   | Italien        | Team Leopard-Trek            | + 0.08   |
| 3  | Michael Mørkøv    | Danmark        | Saxo Bank-SunGard            | + 0.26   |
| 4  | Damien Gaudin     | Frankrig       | Europcar                     | + 0.30   |
| 5  | Alex Dowsett      | Storbritannien | Team Sky                     | + 0.38   |
| 6  | Dario Cioni       | Italien        | Team Sky                     | + 0.46   |
| 7  | Jérôme Cousin     | Frankrig       | Europcar                     | + 0.54   |
| 8  | Daniele Colli     | Italien        | Geox-TMC                     | + 0.55   |
| 9  | Zico Waeytens     | Belgien        | Topsport Vlaanderen-Mercator | + 1.10   |
| 10 | Sébastien Turgot  | Frankrig       | Europcar                     | + 1.11   |
| 11 | Pim Ligthart      | Holland        | Vacansoleil-DCM              | + 1.29   |
| 12 | André Steensen    | Danmark        | Saxo Bank-SunGard            | + 1.31   |
| 13 | Matti Breschel    | Danmark        | Rabobank                     | + 1.33   |
| 14 | Bert-Jan Lindeman | Holland        | Vacansoleil-DCM              | + 1.40   |
| 15 | Andra Pasqualon   | Italien        | Colnago-CSF Inox             | + 1.40   |

## Ekstern henvisning
- Etapeside på postdanmarkrundt.dk Arkiveret 6. marts 2007 hos  Wayback Machine